# Brownlowia eberhardtii
Brownlowia eberhardtii là một loài thực vật có hoa trong họ Cẩm quỳ. Loài này được (Gagnep.) Kosterm. mô tả khoa học đầu tiên năm 1964.